# Apanteles numenes
Apanteles numenes är en stekelart som beskrevs av Nixon 1967. Apanteles numenes ingår i släktet Apanteles och familjen bracksteklar. Inga underarter finns listade i Catalogue of Life.